# Ventura Boulevard
Ventura Boulevard – bulwar w Los Angeles, jedna z najważniejszych arterii na terenie doliny San Fernando biegnąca ze wschodu na zachód. Jest to najstarsza ulica w tej części miasta, jest częścią historycznego szlaku El Camino Real (Królewskiej Drogi) łączącego hiszpańskie misje w Kalifornii.
Ventura Boulevard rozciąga się od Woodlands Hills do miasta Universal City. Przedłużeniem Ventura Blvd. jest Ventura Freeway, która wzdłuż wybrzeża Oceanu Spokojnego prowadzi do miasta Ventura, stolicy hrabstwa o tej samej nazwie.
Wzdłuż ulicy rozlokowane są sklepy, butiki, mini-centra handlowe, księgarnie, restauracje, myjnie samochodowe, supermarkety. Oprócz budynków usługowych znajdują się także mieszkalne.
Ventura Blvd występuje w tytule piosenki zespołu The Everly Brothers.
Tom Petty wspomina o Ventura Blvd w tekście piosenki "Free Fallin".
Michael Jackson wspomniał w wywiadzie, że jadąc samochodem po Ventura Blvd wymyślił główny beat do piosenki "Billie Jean".